# Großsteinbach
Großsteinbach è un comune austriaco di 1 297 abitanti nel distretto di Hartberg-Fürstenfeld, in Stiria.